# Johann Heinrich Linck (der Ältere)

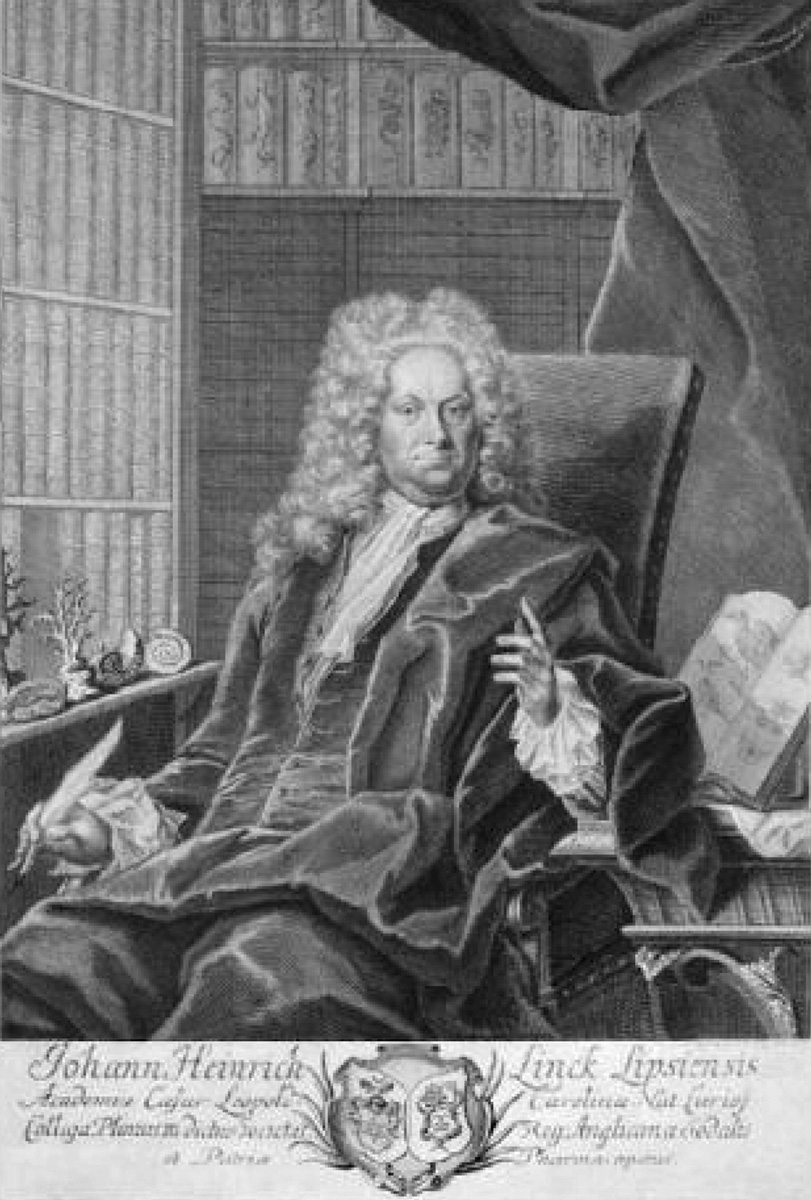
Johann Heinrich Linck d. Ä.

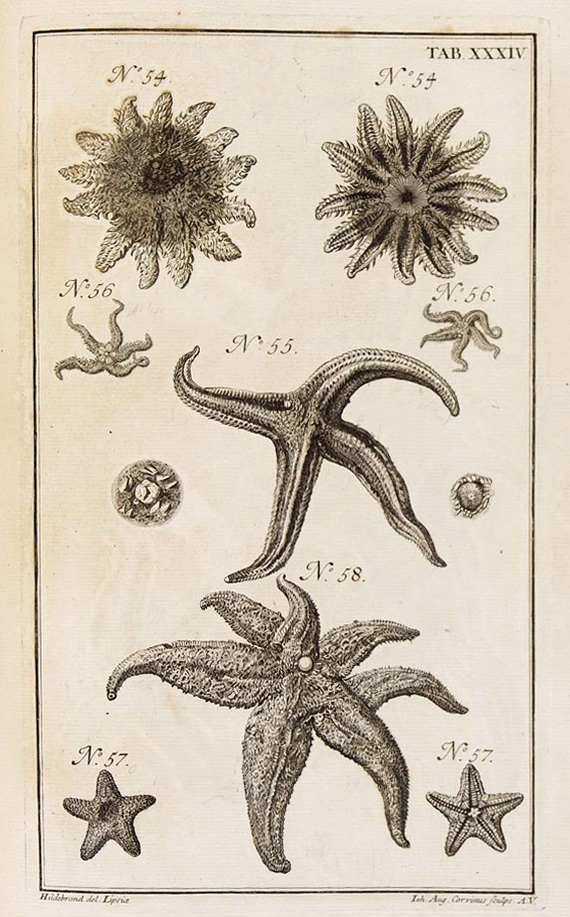
Seite aus seinem Werk De stellis marinis ...

Johann Heinrich Linck (der Ältere; * 17. Dezember 1674 in Leipzig; † 29. Oktober 1734 ebenda) war ein deutscher Apotheker und Naturforscher.

## Leben
Nach der Ausbildung in der Apotheke seines Vaters Heinrich Linck unternahm er weitläufige Reisen in zahlreiche Länder Europas, auf denen er wissenschaftliche Kontakte knüpfte. 1710 übernahm er zusammen mit seinem Bruder Christian Heinrich die väterliche Apotheke Zum Goldenen Löwen in Leipzig und führte die Mineral- und Kuriositätensammlung des Vaters (Lincksches Naturalienkabinett), einen Vorläufer der modernen Museen, fort.
Als Forscher beschäftigte er sich intensiv mit Seesternen. 1733 veröffentlichte er mit „De stellis marinis liber singularis“ ein bahnbrechendes Werk über die bis dahin noch wenig bekannten Seesterne, die er in die heute noch gültigen Ordnungen der Asteroiden und Ophiuroiden einteilte. Nach ihm wurde die Seesterngattung Linckia benannt.
Linck war Mitglied der Royal Society und der wissenschaftlichen Gesellschaft Bologna. Am 20. September 1722 wurde er mit dem akademischen Beinamen Plinius III. zum Mitglied (Matrikel-Nr. 360) der Leopoldina gewählt.

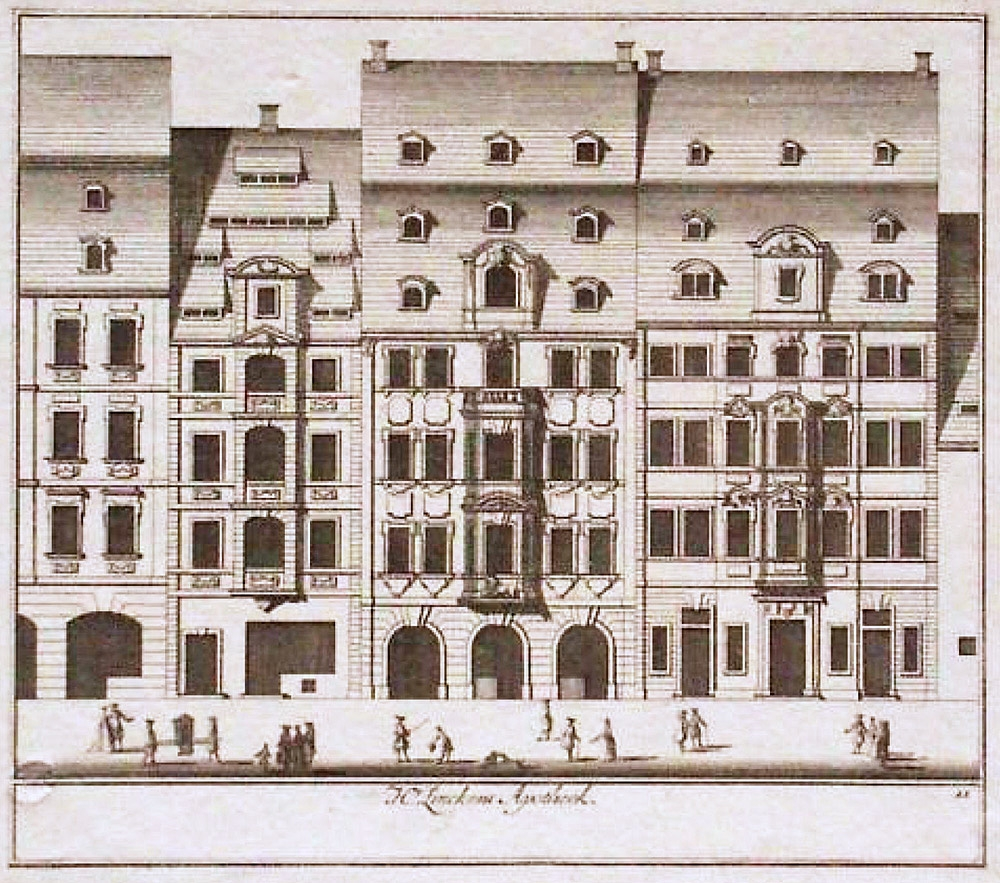
Seine Apotheke um 1710

Er war der Vater des Johann Heinrich Linck (des Jüngeren) (1734–1807), der ebenfalls Löwenapotheker und Naturforscher war.
Nach seinem Tod führte die Witwe Maria Elisabeth Linck, Tochter des Hofjuweliers Gottlieb Döring, zunächst sowohl die Apotheke als auch das Naturalienkabinett bis zur Volljährigkeit des Sohnes weiter. Ihr Porträt malte 1754 der Hofmaler Christoph Friedrich Reinhold Lisiewski.
1840 kam die Sammlung durch Verkauf nach Waldenburg (Sachsen) in das noch heute bestehende Museum von Fürst Otto Victor I. von Schönburg-Waldenburg.

## Werke
- Johann Heinrich Linck: De stellis marinis liber singularis, Leipzig 1733
- Johann Heinrich Linck: Brevis commentatio de cobalto, in: Phil. Trans. Bd. 34, 1728, S. 192–203